# Örvös bíbic
Az örvös bíbic (Vanellus tricolor) a madarak osztályának lilealakúak (Charadriiformes) rendjébe, ezen belül a lilefélék (Charadriidae) családjába tartozó faj.

## Rendszerezése
A fajt Louis Pierre Vieillot francia ornitológus írta le 1818-ban, a Charadrius nembe Charadrius tricolor néven.  Sorolják a Hoplopterus nembe Hoplopterus tricolor néven is.

## Előfordulása
Ausztrália és Tasmania területén honos. Természetes élőhelyei a szubtrópusi vagy trópusi füves puszták és szavannák, valamint szántóföldek és legelők. Állandó, nem vonuló faj.

## Megjelenése
Testhossza 29 centiméter, szárnyhossza 61–67 centiméter, testtömege 150-200 gramm.
|  |  |

## Életmódja
Magvakkal, levelekkel, puhatestűekkel, férgekkel, rovarokkal és pókokkal táplálkozik.

## Szaporodása
|  |

## Természetvédelmi helyzete
Az elterjedési területe rendkívül nagy, egyedszáma viszont ismeretlen. A Természetvédelmi Világszövetség Vörös listáján nem fenyegetett fajként szerepel.